# Biozgodność
Biozgodność, biokompatybilność – cecha substancji lub biomateriału, warunkująca iż w organizmie, do którego został wprowadzony (np.  na zasadzie wszczepienia implantu) nie wywołuje on działań niepożądanych. Ponieważ jednak odpowiedzi immunologiczne oraz różne funkcje naprawcze organizmu są bardzo złożonymi procesami, opisywanie biozgodności danego materiału w relacji do pojedynczego typu komórki lub tkanki jest uznawane za niepoprawne.